# Eduardas Šablinskas
Eduardas Šablinskas (* 19. Oktober 1957 in Vilnius) ist ein litauischer Politiker.

## Leben
Nach dem Abitur von 1963 bis 1973 an der 1. Mittelschule Vilnius absolvierte er 1987 das Diplomstudium der Geschichte an der Vilniaus universitetas und 2002 das Masterstudium des Rechts und Verwaltung an der Lietuvos teisės universitetas in Vilnius.
Von 1983 bis 1985 arbeitete er in der technischen Berufsschule und von 1997 bis 2000 bei UAB „Vilniaus pirmoji autotransporto įmonė“ als Projektleiter. 2000–2003 war er Mitglied im Rat der Stadtgemeinde Vilnius und von 2000 bis 2004 im Seimas. Von 2005 bis 2010 leitete er die Kommission für Streitigkeiten am Sozialschutz- und Arbeitsministerium Litauens. Seit 2012 sitzt er wieder im Parlament.